# 特勒爾 (喬治亞州)
特勒爾（英語：Terrell）是位於美國喬治亞州沃思縣的一個非建制地區。該地的面積和人口皆未知。

## 地理
特勒爾的座標為31°37′05″N 83°44′43″W / 31.61806°N 83.74528°W，而該地的平均海拔高度為128米（即420英尺）。